# August Henning Weimarck
August Henning Weimarck (1903 - 1980 ) fue un botánico, y profesor sueco. Realizó su carrera académica en la Universidad de Lund.

## Algunas publicaciones
- 1963. Skånes flora

- 1948. Beiträge zur Kenntnis der Flora von Süd-Rhodesia 8. Meddelanden från Lunds Botaniska Museum 88. Con Tycho Norlindh. Editor Bloms, 40 pp.

- 1948. Systematik botanik eller cytogenetik: Erinringar med anledning av lediga professuren i botanik, särskilt systematik, morfologi och växtgeografi vid universitetet i Lund

- 1941. Phytogeographical Groups, Centres & Intervals within the Cape Flora. A contribution to the history of the Cape element seen against climatic changes. Con mapas. Ed. Lunds Universitets Årsskrift. N.f. avd. 2. vol. 37 (5): 143 pp.

- 1940. Monograph of the Genus Aristea. Ed. Lunds Universitets årsskrift. N. F. avd. 2. vol. 36 (1): 141 pp.

- 1937.  Foert. Skand. Vaext. Moss. 2: 18

- 1936. Myrothamnus flabellifolia Welw., eine polymorphe Pflanzenart. [s. l.] : [s. n.] Lund (: Blom) 12 pp.

- 1934. Monograph of the Genus "Cliffortia", by Henning Weimarck,... To be Publicly Defended... for the Degree of Doctor of Philosophy. Editor H. Ohlsson, 233 pp.

- La abreviatura «Weim.» se emplea para indicar a August Henning Weimarck como autoridad en la descripción y clasificación científica de los vegetales.[1]